# 比爾斯費爾登
比爾斯費爾登（德語：Birsfelden）是瑞士的城鎮，位於該國北部，由巴塞爾鄉村州負責管轄，面積2.52平方公里，海拔高度259米，2011年人口10,392，其中信奉羅馬天主教和基督教的居民各佔三成。

## 外部連結
- Official website （德文）